# I Dream of Jeanie
Pour plus de détails, voir Fiche technique et Distribution.
I Dream of Jeanie (with the Light Brown Hair) est un film américain réalisé par Allan Dwan, sorti en 1952.

## Synopsis
Biographie romancée des débuts de Stephen Foster, le créateur notamment de la chanson Oh! Susanna.

## Fiche technique
- Titre original : I Dream of Jeanie (with the Light Brown Hair)
- Réalisation : Allan Dwan
- Scénario : Alan Le May
- Direction artistique : Frank Hotaling (en)
- Décors : John McCarthy Jr. (en), James Redd
- Costumes : Adele Palmer
- Photographie : Reggie Lanning
- Son : Tom Carman, Howard Wilson, J.A. Stransky Jr.
- Montage : Fred Allen
- Musique : Robert Armbruster (en)
- Direction musicale : Robert Armbruster (en)
- Chorégraphie : Nicholas Castle
- Production : Herbert J. Yates
- Société de production : Republic Pictures
- Société de distribution : Republic Pictures
- Pays de production :  États-Unis
- Langue originale : anglais
- Format : couleur (Trucolor) — 35 mm — 1,37:1 — son mono
- Genre : Film biographique, film musical
- Durée : 90 minutes
- Date de sortie : 
  - États-Unis : 15 juin 1952
- Licence : Domaine public

## Distribution
- Ray Middleton : Edwin Pearce Christy (en)
- Bill Shirley : Stephen Foster
- Muriel Lawrence : Inez McDowell
- Eileen Christy : Jeanie McDowell
- Rex Allen : M. Tambo
- Lynn Bari : Mme McDowell
- Richard Simmons : Dunning Foster
- Scott Elliott : Milford Wilson

## Chansons du film
- Oh! Susanna : musique de Stephen Foster, nouveaux lyrics d'Allan Dwan
- On Wings of Song : musique de Félix Mendelssohn, nouveaux lyrics de Robert Armbruster
- Head Over Heels et I See Her Still in My Dreams : musique de Stephen Foster, nouveaux lyrics d'Allan Dwan et Robert Armbruster
- A Ribbon in Your Hair : musique de Stephen Foster, nouveaux lyrics de Robert Armbruster
- Lo, I Hear the Gentle Lark : musique de Henry Rowley Bishop, lyrics de William Shakespeare
- Jeanie with the Light Brown Hair, Oh Boys, Carry Me 'Long, Old Dog Tray, De Camptown Races, The Glendy Burke, Nelly Bly, Melinda May, My Old Kentucky Home, Massa's in de Cold Cold Ground, Ring Ring de Banjo, Old Folks at Home, Beautiful Dreamer, Come Where My Love Lies Dreaming, Some Folks et Old Black Joe ; paroles et musique de Stephen Foster